# Miguel Mejía
Miguel Mejía (nacido el 25 de marzo de 1975 en San Pedro de Macorís) es un ex jardinero central dominicano que jugó en las Grandes Ligas de Béisbol durante la temporada de 1996 con los Cardenales de San Luis. Firmado por los Orioles de Baltimore como amateur en 1992, Mejía pasó alrededor de 4 años en el sistema de ligas menores de los Orioles antes de ser seleccionado por los Reales de Kansas City en el draft de 1995, pero inmediatamente fue enviado por los Reales a los Cardenales el 4 de diciembre de 1995 producto de un canje de tres equipos. Terminó con promedio de .087, 2 hits, 10 carreras anotadas en 45 juegos y 23 turnos al bate.